# Thyrsos

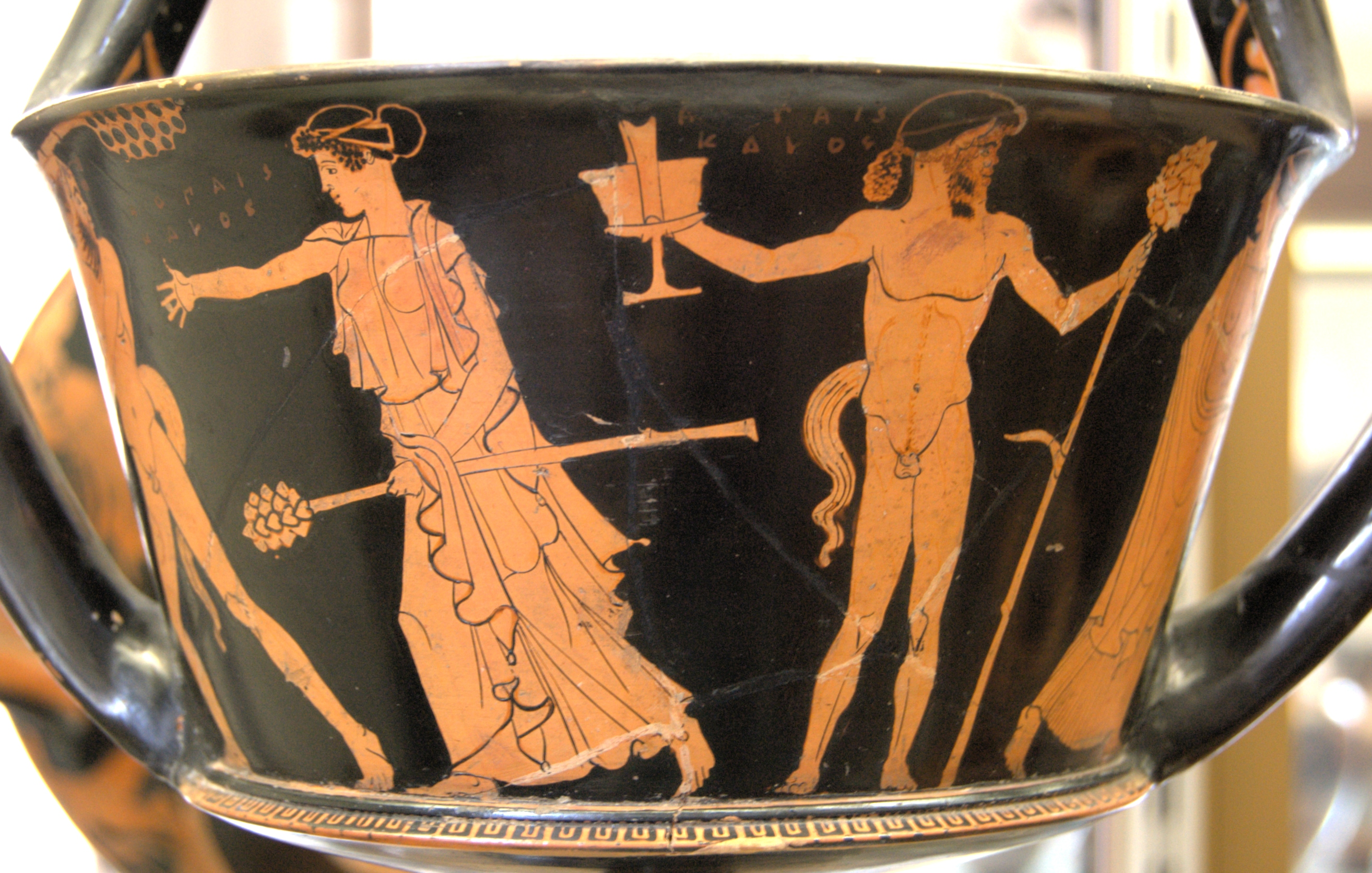
Satyr und Mänade mit Thyrsoi, attische rotfigurige Kantharos, um 460 v. Chr., Cabinet des médailles (De Ridder 849)

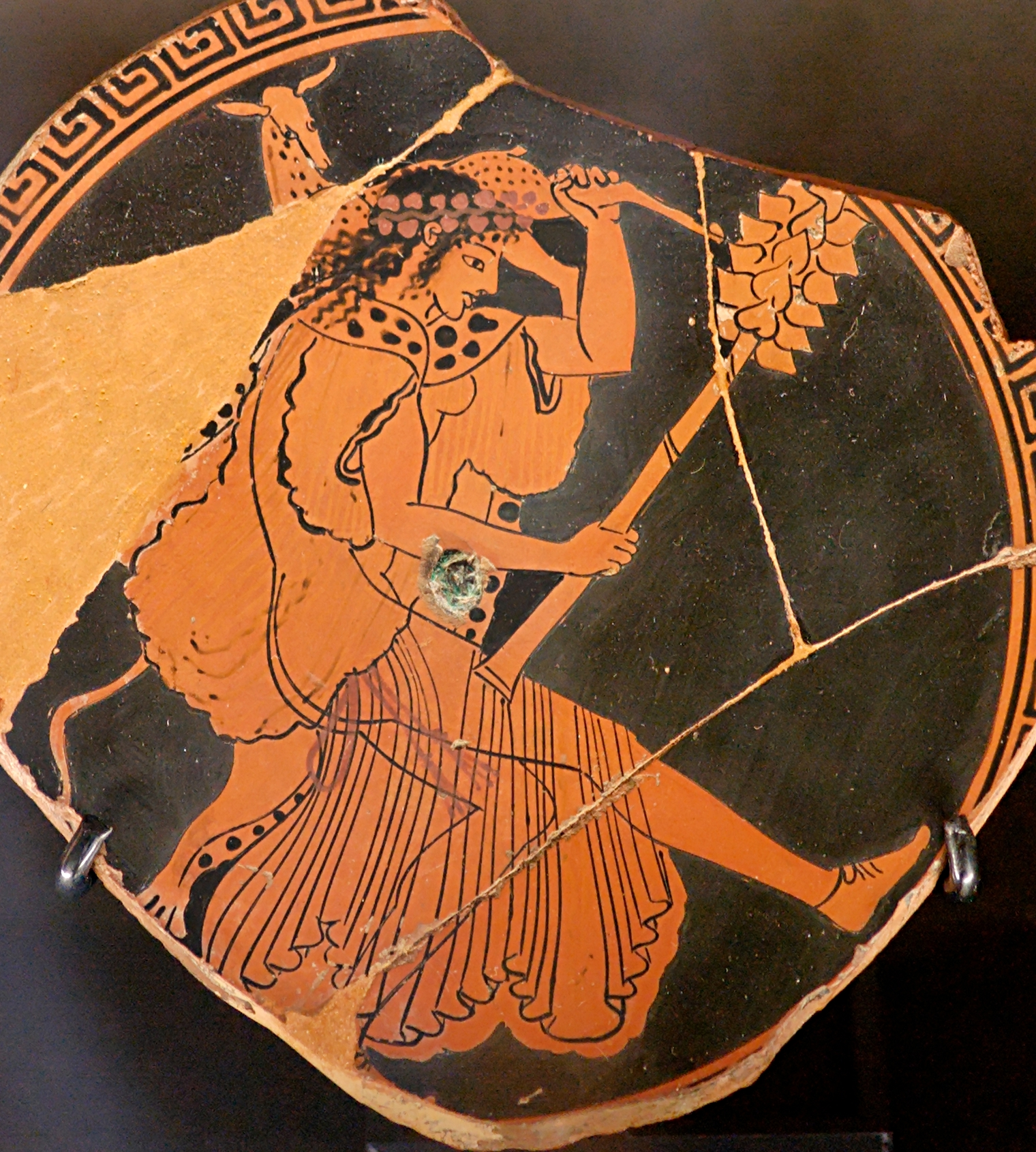
Mänade mit Thyrsos, rotfigurige Schale, ca. 480 v. Chr., Louvre, Paris

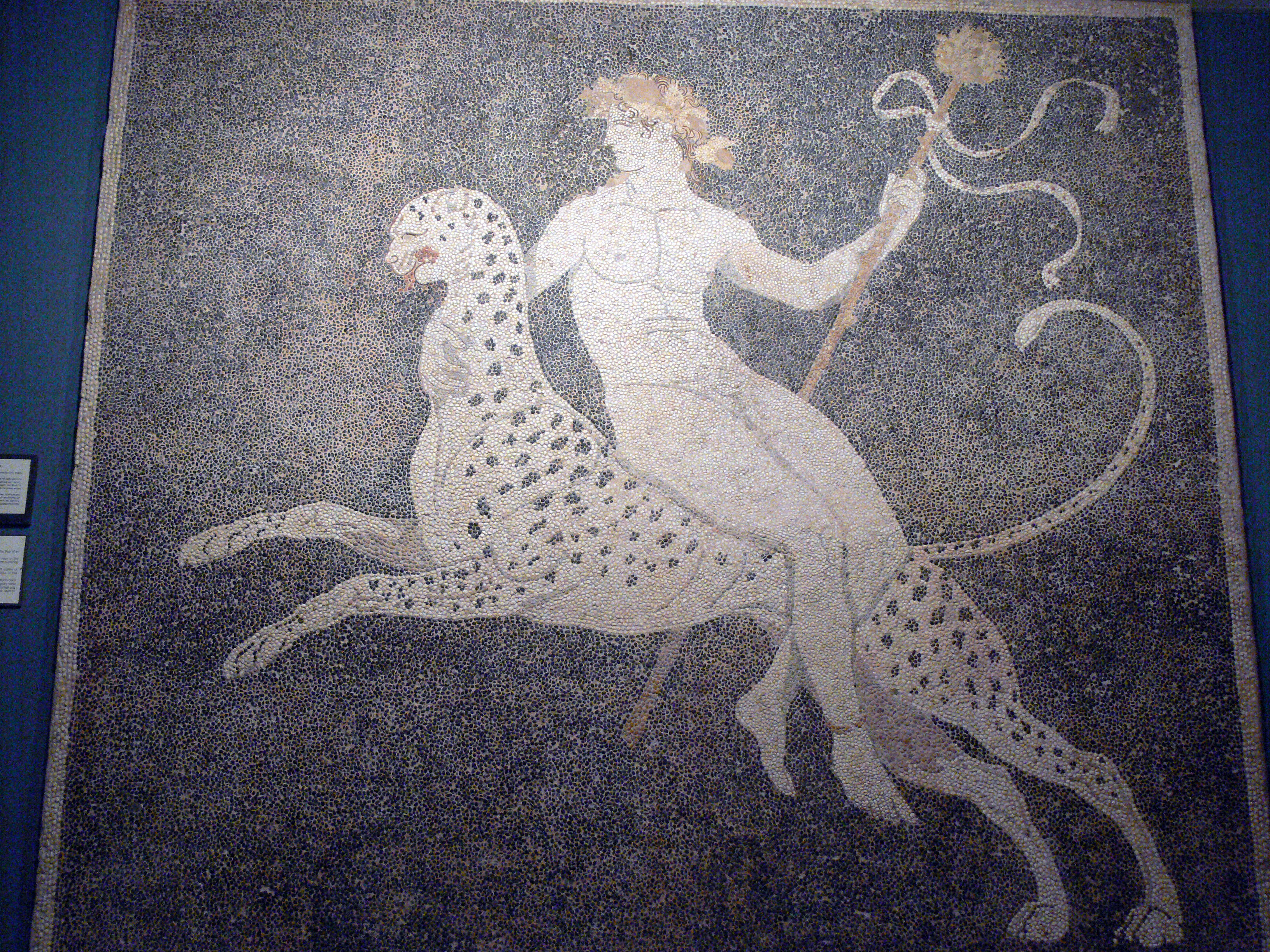
Dionysos mit Thyrsos, auf einem Panther reitend, Archäologisches Museum, Pella

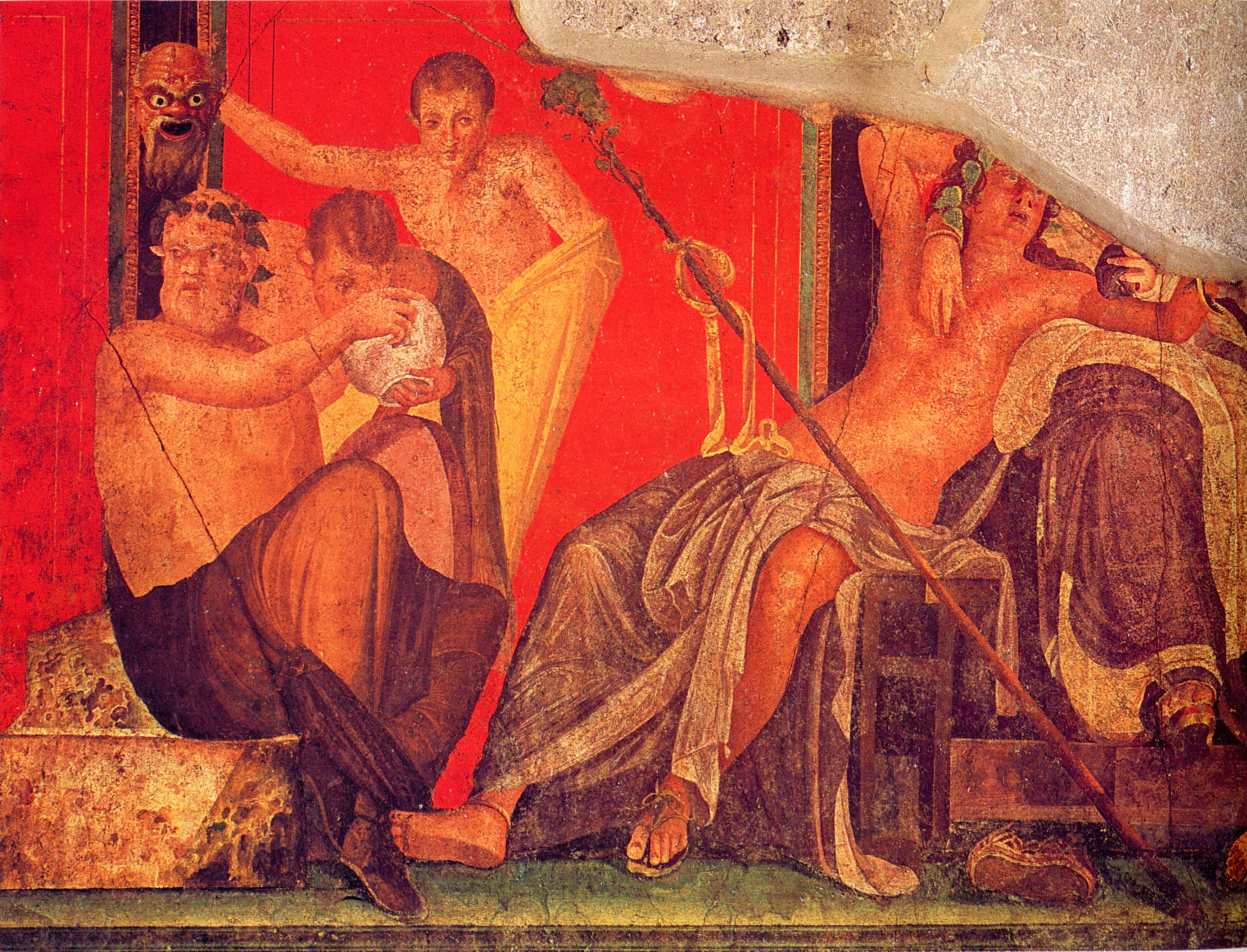
Dionysos mit Thyrsos, Szene aus den Dionysosmysterien, Fresko in der Villa der Mysterien, Pompeji

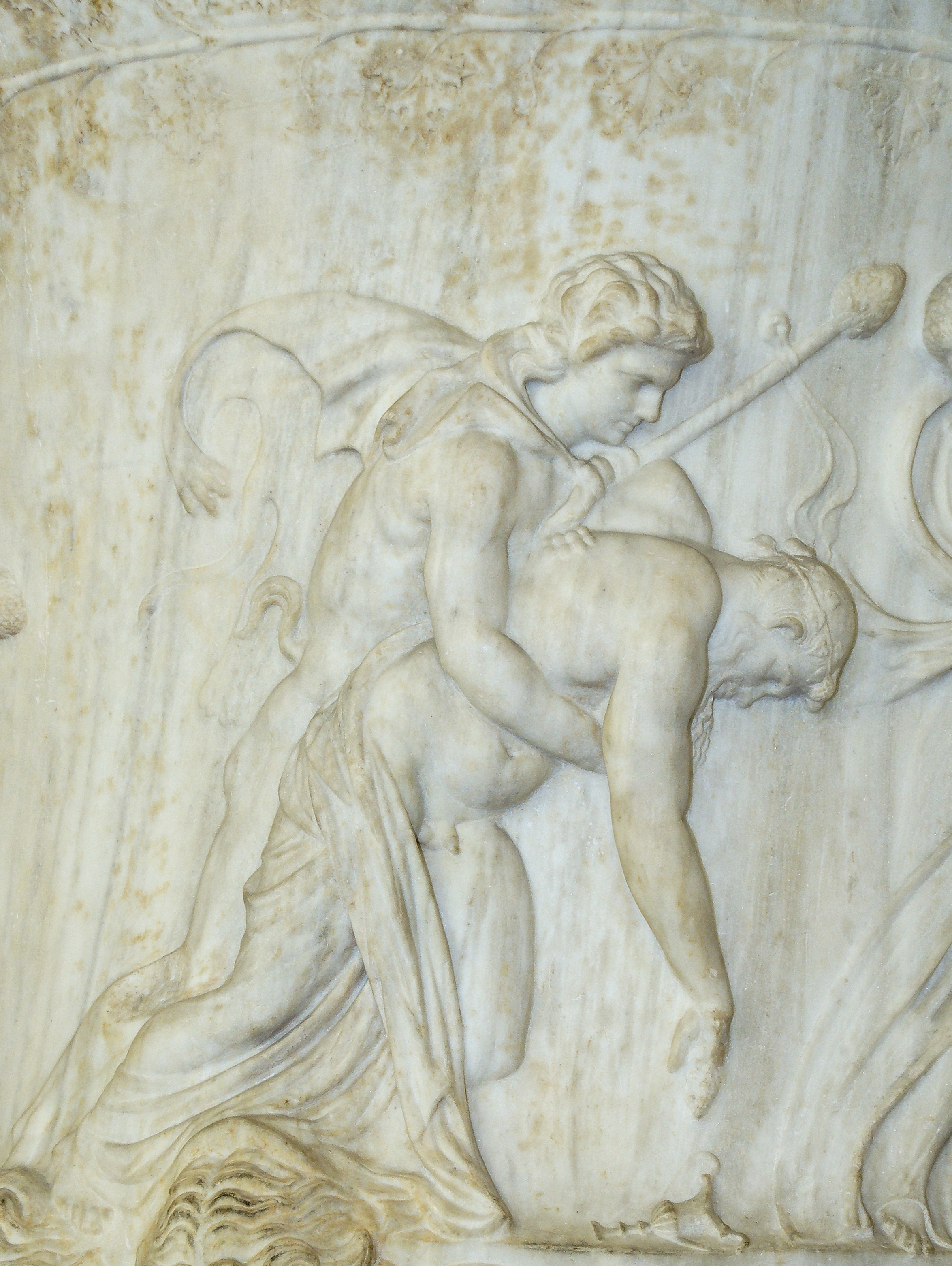
Satyr mit Thyrsos und Pantherfell stützt einen betrunkenen Silen. Borghese-Vase, um die Mitte des 1. Jahrhunderts v. Chr., Louvre, Paris

Der Thyrsos (altgriechisch θύρσος, Plural: Thyrsoi, lateinisch Thyrsus), seltener Thyrsosstab oder Bacchusstab ist in der griechischen Mythologie ein Stab, der als Attribut von Dionysos und seinen Begleitern, den Mänaden und den Satyrn, getragen wird.

## Herkunft und Formen des Thyrsos
Der Thyrsos war ein Stab, der aus einem Stängel des Riesenfenchel bestanden haben soll, jedenfalls wird die Bezeichnung Narthex (Fenchelstängel) von Euripides als Synonym für Thyrsos gebraucht. Sofern es Synonyme sind, scheint Thyrsos die ältere Bezeichnung zu sein; das jedenfalls sagt ein Euripides-Scholion.
Der Thyrsos wird meist mit Binden oder mit Weinlaub umwunden dargestellt. An der Spitze befand sich eine Bekrönung aus Efeu oder Weinlaub, in späterer Zeit oft auch ein Pinienzapfen. Die Darstellungen der Bekrönung sind sehr unterschiedlich. Manchmal besteht sie aus einem Zweig mit einigen Blättern, manchmal ist es eine Fencheldolde, ein andermal ein kunstvolles, buschiges Gebinde mit in regelmäßigen Reihen angeordneten Efeublättern, manchmal sind die Blätter naturalistisch ausgeführt, manchmal nur durch Punkte angedeutet.
Ebenso ist der Schaft in den Darstellungen manchmal eindeutig als Fenchelstängel zu identifizieren, manchmal offenbar ein Holzstab, manchmal ein roher Stecken, ein andermal ein sorgfältig geglätteter, mit Bändern umwundener Stab.
Letztlich werden die pflanzlichen Attribute des Dionysoskultes (Efeu, Wein und Fenchel) in allen Abstufungen zwischen völlig roh und ganz künstlich fast beliebig miteinander kombiniert. Allein die Tanne und der Tannenzweig erscheinen nur in vereinzelten, frühen Belegstücken und verschwinden später ganz aus der dionysischen Ikonographie.
Und schließlich schwankt auch die Länge des Thyrsos beträchtlich zwischen mannshoch und ellenlang.

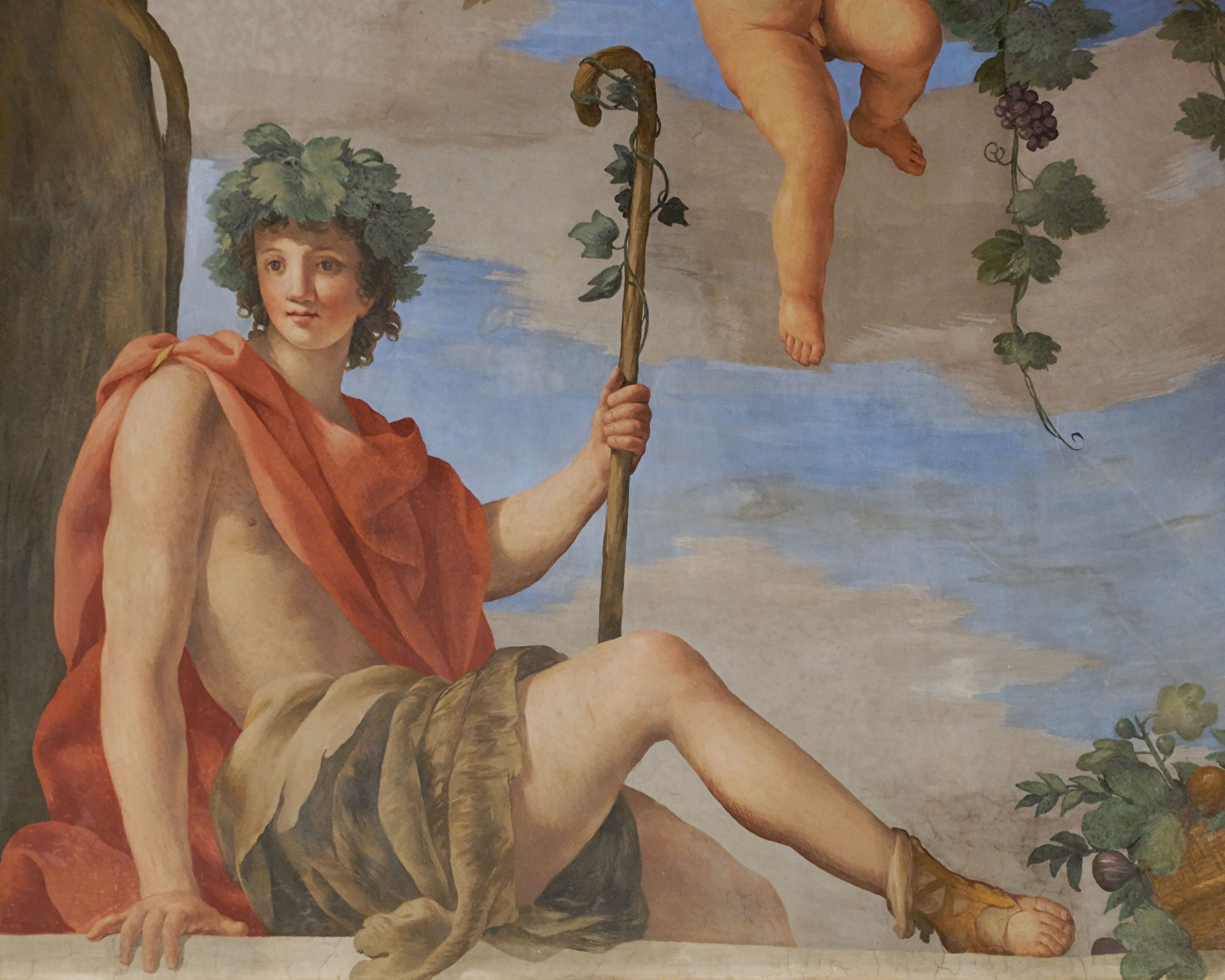
Dionysos mit weinumranktem Spazierstock. Fresko von Giovanni Francesco Romanelli, Louvre, Paris

Bei aller Variabilität in der Darstellung war doch bei allen antiken Abbildungen der Thyrsos mehr oder minder gerade, erst in der Neuzeit gibt es Darstellungen von Thyrsoi, die einem Hirtenstab ähneln (z. B. in einem Fresko von Giovanni Francesco Romanelli).

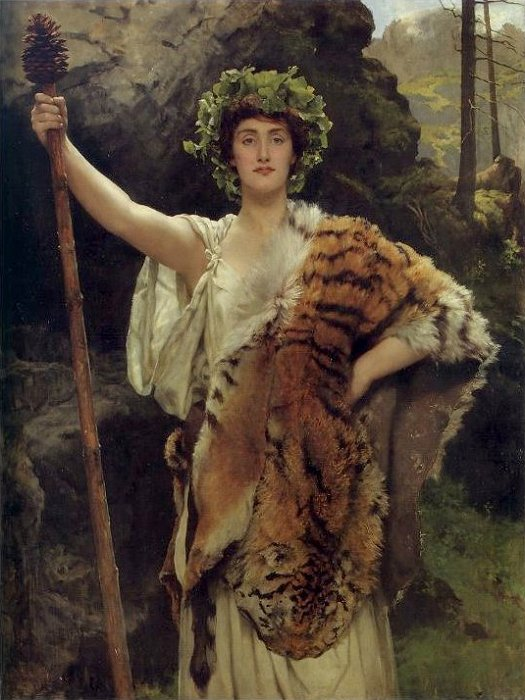
Priestess of Bacchus von John Collier, 1885–1889, Privatbesitz

Schließlich kam man im 19. Jahrhundert ab von Darstellungen dionysischen Personals als Teil einer bukolischen Genremalerei und bemühte sich im Gefolge Nietzsches (manchmal nur bedingt erfolgreich) um eine authentischere Darstellung des „Dionysischen“, wie man etwa bei der vollständig bekleideten, in ein Tigerfell gehüllten Dionysos-Priesterin von John Collier sieht, die in der Rechten einen sehr handfest wirkenden, von einem Pinienzapfen bekrönten Thyrsos trägt, der, ganz ohne Wein, Efeu und Bänder, eher wie ein Speer als wie ein Requisit eines Weinfestes wirkt (siehe Thyrsolonchos).
Ob in der „Urform“ der Thyrsos an sich mit dem Narthex zu identifizieren ist, oder ob es ursprünglich ein Stab war, der auf Befehl des Dionysos durch den leichteren Fenchelstängel ersetzt wurde, damit die vom Wein Berauschten sich nicht mit ihren Stäben verletzten, bleibt unklar.

## Etymologie
Die Herkunft des Wortes ist ebenfalls unklar.
Erstmals belegt (und dort vielfach) ist Thyrsos in Die Bakchen, einer Tragödie des Euripides. Ansonsten sind die Belege in der klassischen griechischen Literatur sehr spärlich; mit dem Beginn des Hellenismus taucht das Wort häufig auf.
Der Stamm θυρσ- taucht in verschiedenen Pflanzennamen auf, so in θυρσίνη (Sommerwurz), θύρσιον (Thymian) und θυρσίτης (Leimkraut) ohne dass diese Pflanzen miteinander verwandt oder ähnlich sind, woraus Papen folgert, der Stamm müsse mit einer Bezeichnung für ein Pflanzenteil zusammenhängen. Er vermutet, dass, da Narthex der Schaft ist, Thyrsos als Pflanzenteil der Bekrönung entsprechen müsse. Damit stimmt überein, dass bei Hesychios der Thyrsos als Klados (Zweig, Schössling) bezeichnet wird.

## Träger des Thyrsos

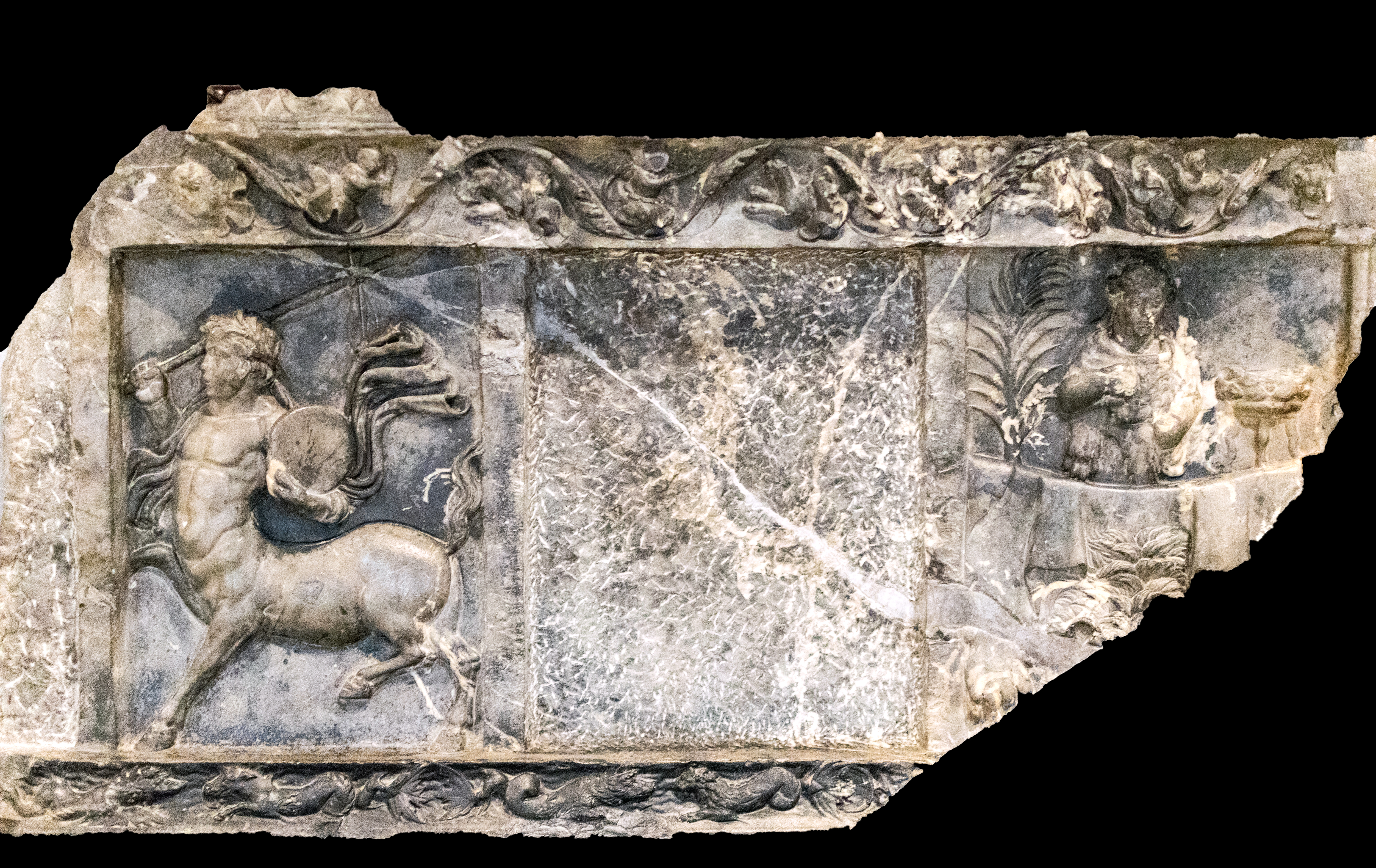
Kentaur mit Thyrsos und Trommel auf einem Marmorfragment, das Bestandteil einer Wanddekoration in der Villa Adriana war

In der antiken Kunst erscheint der Thyrsos als Attribut ab 530 v. Chr. sehr häufig bei den Mänaden, gelegentlich auch bei Satyrn und Silen, dem Gott Dionysos selbst oder seiner Gattin Ariadne. Letztlich ist er das kennzeichnende Attribut des Gottes und seines Gefolges, d. h. in dem Augenblick, in dem eine Figur der Mythologie im Thiasos auftaucht, wird ihr auch der Thyrsos beigegeben. Daher:
- sieht man Hephaistos, der von Dionysos zurück auf den Olymp gebracht wird, trunken den Thyrsos schwenken.
- ebenso werden die Kentauren und Pan, die ursprünglich nicht zum Gefolge des Gottes gehörten, ab der hellenistischen Zeit mit Thyrsos und anderen dionysischen Attributen gezeigt, umgekehrt gibt Pan die ihm eigentümliche Flöte ab, die zum typischerweise von Satyrn gespielten Instrument wird.
- trägt Eros, der seit dem 4. Jahrhundert auch Begleiter des Dionysos ist, gelegentlich auch einen Thyrsos.

In einigen Fällen bleibt unklar, warum eine Gottheit den Thyrsos trägt, z. B. bei Darstellungen der Nike oder der Roma mit Thyrsos.
Der Thyrsos wurde auch von den Eingeweihten der Dionysos-Mysterien getragen bzw. ist deren Attribut, daher sagt Platon im Phaidon:

„Thyrsusträger sind viele, doch echte Begeisterte wenig“

im Sinn von „Denn viele sind gerufen, aber nur wenige auserwählt“.
Wieweit der Thyrsos als Attribut der Eingeweihten und der Anhänger des Dionysos metaphorisch oder ganz praktisch-real aufzufassen ist, bleibt unsicher. Wenn Plutarch einen unbekannten Tragiker mit den Worten

„Vorbei ists mit der Jugend und der Thyrsos ruht“

zitiert, oder es bei Juvenal heißt

„Gesang und Thyrsosschlag sind der Armut versagt“

so bleibt unklar, ob der Thyrsos hier bildlich, oder ob er ein konkreter Gegenstand ist, wie etwa ein Narrengewand, das zur Fastnacht im Schrank bleibt, weil der vormalige Träger älter und reifer (oder ärmer) geworden ist.

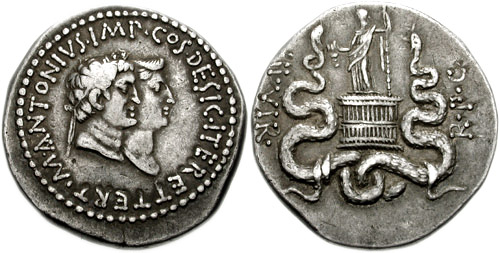
Tetradrachme aus Ephesos (39 v. Chr.)

Sogar in die politische Symbolik des römischen Imperiums konnte der Thyrsos eindringen:
Als Marcus Antonius Anfang 41 v. Chr. in Ephesos einzog, wurde er als Neuer Dionysos verehrt: als Bacchantinnen gekleidete Frauen und als Pane und Satyrn kostümierte Männer trugen Thyrsosstäbe in der feierlichen Prozession vor dem Triumvirn her. Auf einer silbernen Tetradrachme aus Ephesos erscheinen auf der Vorderseite die Bildnisse von Marcus Antonius und Octavia, der Schwester des Oktavian und seit Herbst 40 v. Chr. Ehefrau des Marcus Antonius, die Rückseite zeigt Dionysos mit Thyrsos und Kantharos, auf der Cista mystica stehend und eingerahmt von zwei Schlangen.

## Thyrsolonchos
Der Thyrsos wird von den Mänaden auch als Waffe verwendet, bzw. sie gebrauchen als Thyrsoi getarnte Lanzen, so auf dem Indienzug des Dionysos oder sie werden bei der Tötung des Pentheus verwendet
Diese Kombination von Thyrsos und Lanze wird erstmals von Kallixeinos von Rhodos bei der Beschreibung der Festprozession des Ptolemaios II. (Winter 275/74 v. Chr.) erwähnt, wo die Darsteller des Gottes und der Mänaden solche Thyrsoslanzen (θυρσόλογχος Thyrsolonchos) trugen. Die Unterscheidung zwischen Thyrsos und Thyrsoslanze scheint später verwischt worden zu sein. Macrobius fragt z. B. was denn der Unterschied sei, und Nonnos spricht in den Dionysiaka nur von Thyrsoi, auch da, wo sie offenbar als Waffe verwendet werden.

## Thyrsos außerhalb des Dionysoskultes
Es ist schwer zu sagen, was jeweils genau unter einem Thyrsos verstanden wurde bzw. zu verstehen ist, da das Wort offenbar auch mit allgemeinerer Bedeutung gebraucht wurde, etwa für zusammengebundene Pflanzenteile, umwundene Stäbe u. Ä., die in einem festlich-kultischen Kontext Verwendung. So nennt beispielsweise Plutarch ein jüdisches Laubhüttenfest beschreibend den Lulav – ein Gebinde aus dem Zweig einer Dattelpalme, dem Etrog und Zweigen von Myrte und Weide – auch Thyrsos, und ebenfalls im 2. Buch der Makkabäer und bei Flavius Josephus wird Lulav mit Thyrsos übersetzt.
Oder noch allgemeiner im Lateinischen, wo thyrsus, tirsus oder tursus einfach als Bezeichnung für den Stängel oder Strunk einer Pflanze gebraucht wurde, z. B. bei Plinius als Bezeichnung für den Stängel des Spargels.
Heute bezeichnet daher das lateinische Thyrsus in der Botanik einen speziellen Blütenstand, siehe unter Thyrsus.

## Literatur

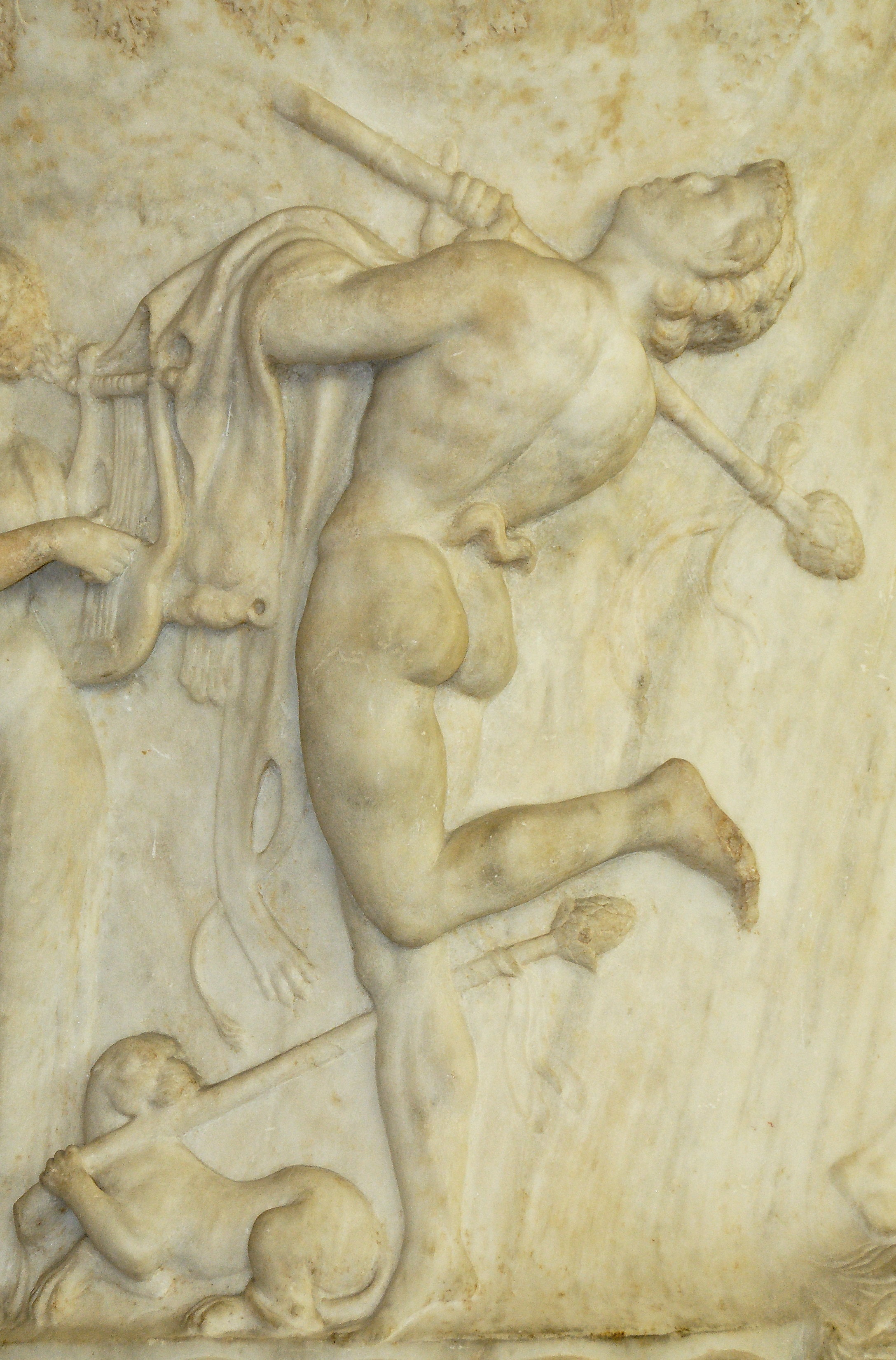
Tanzender Satyr mit Thyrsos, Louvre, Paris

## Einzelnachweise

Mänaden mit Thyrsos
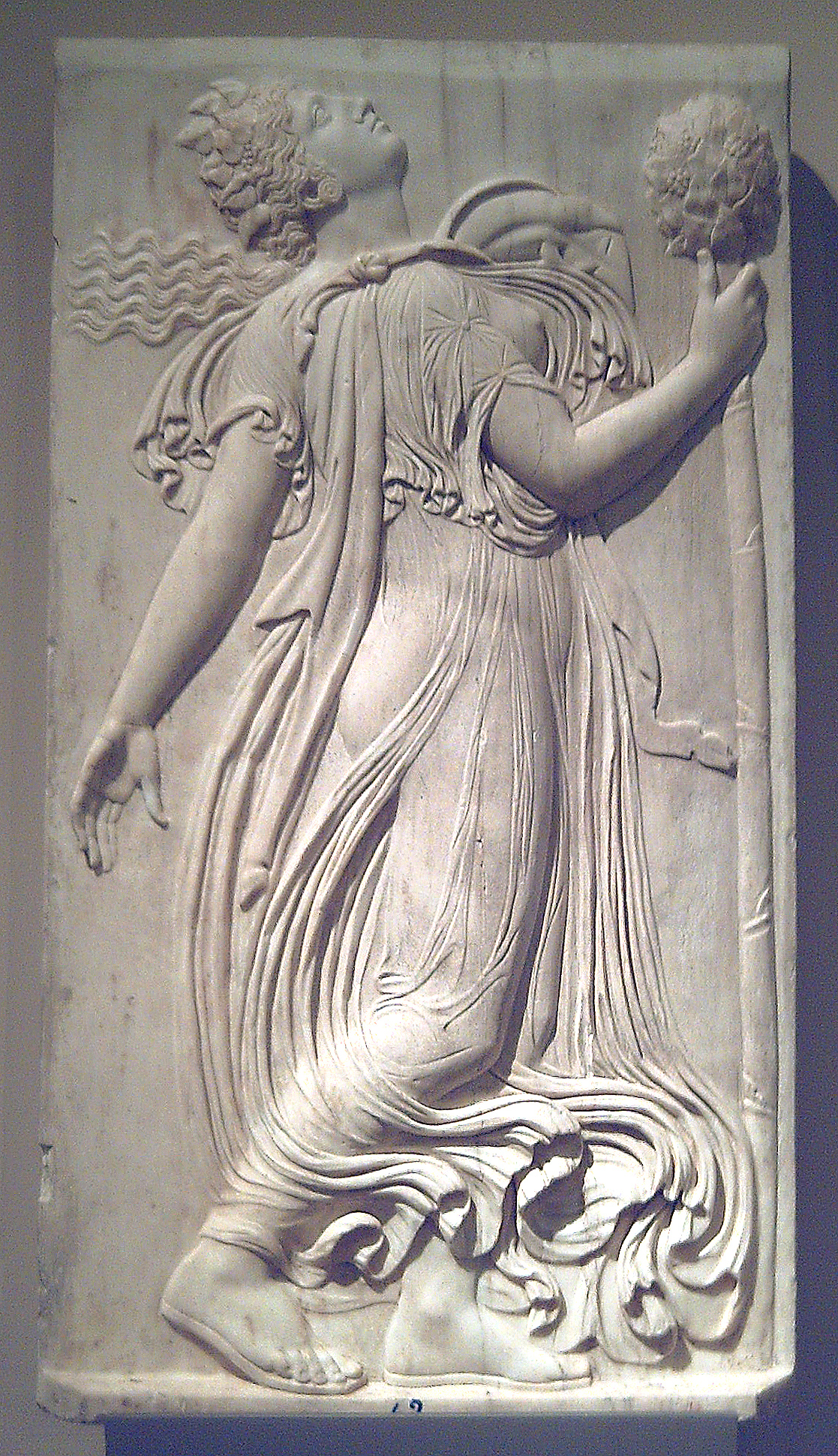
Relief, Prado
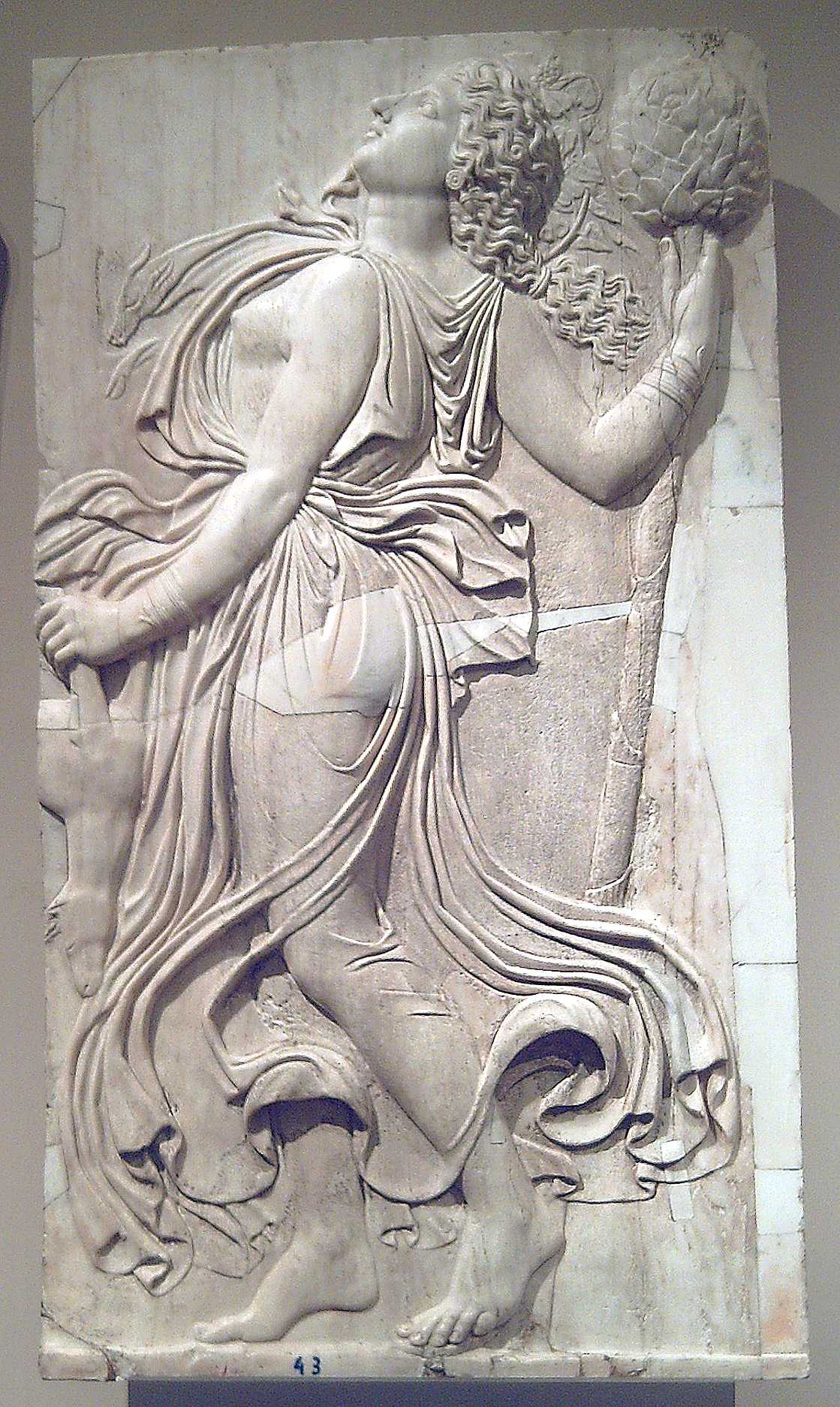
Relief, Prado
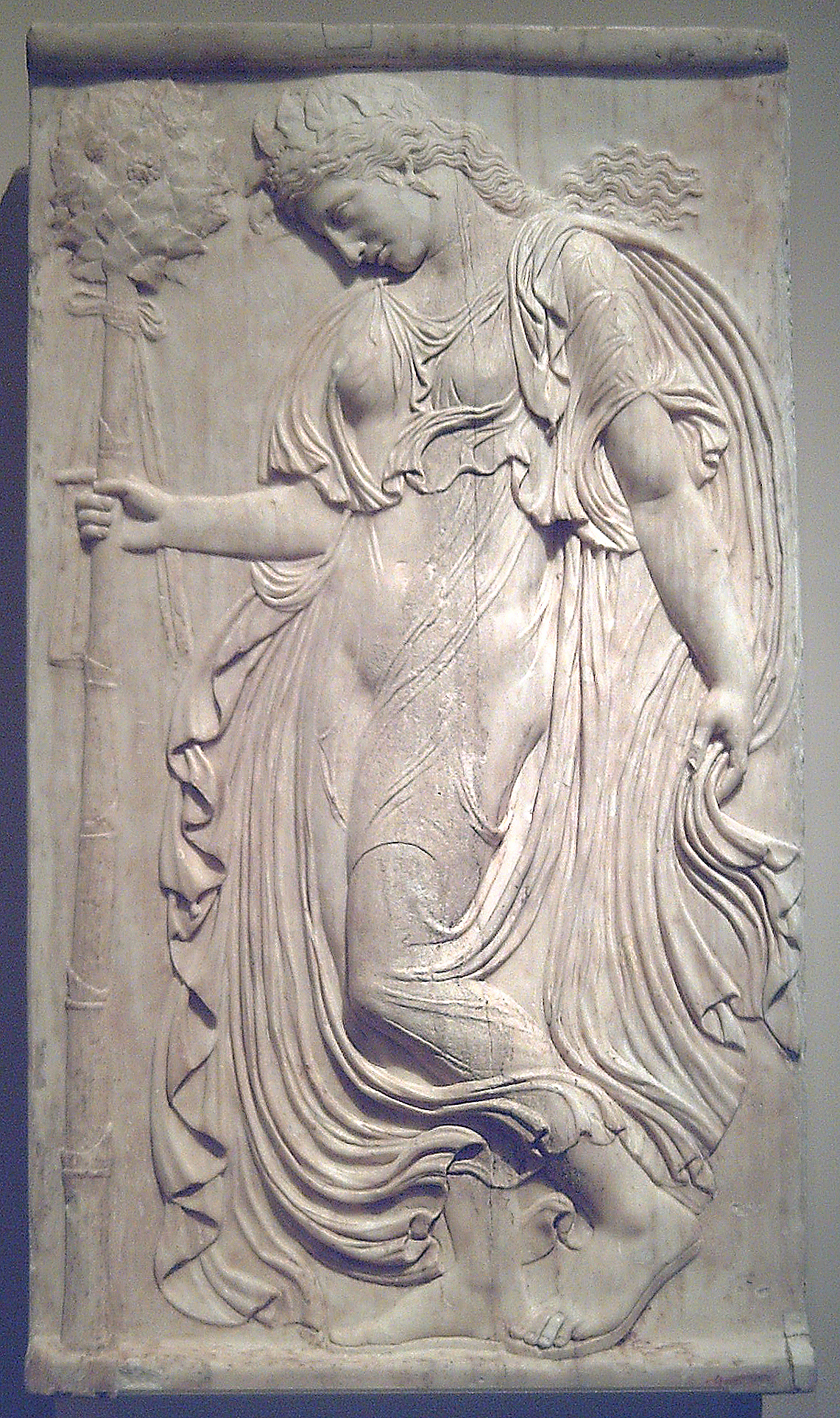
Relief, Prado
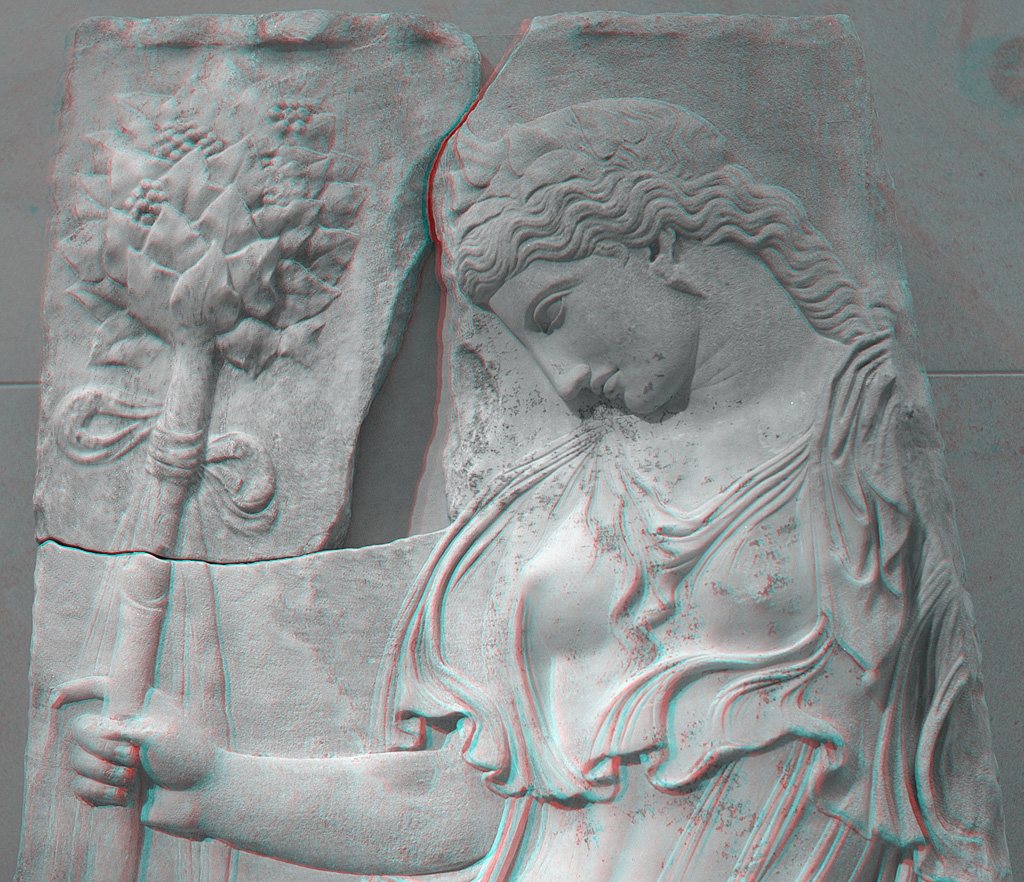
Met, NY
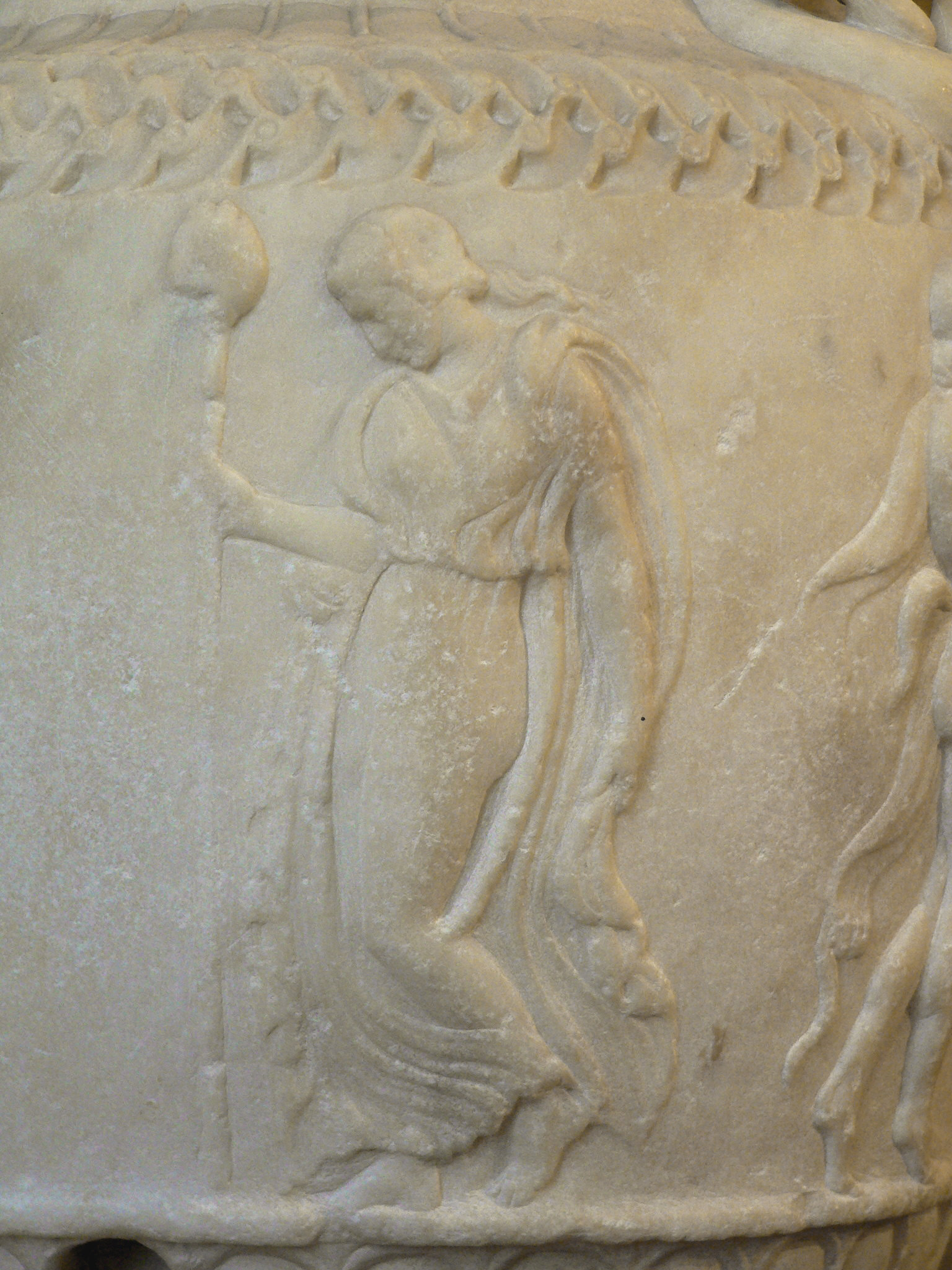
Sosibios-Vase